# Naučná stezka Zlatodůl Roudný
Naučná stezka Zlatodůl Roudný (na informačních tabulích v terénu označená jako naučná stezka Roudný) provází návštěvníky jednou z nejvýznamnějších historických oblastí těžby zlata na území České republiky – v prvních třech desetiletích 20. století se jednalo dokonce o jeden z největších a nejmodernějších zlatých dolů v Evropě. Lokalita se nachází na území obce Zvěstov v její části Roudný v okrese Benešov ve Středočeském kraji.
Projekt byl realizován v rámci aktivit geoparku Kraj Blanických rytířů základní organizací Českého svazu ochránců přírody ve Vlašimi a s podporou měst a obcí v regionu, které se na těchto aktivitách podílejí. Ke zpřístupnění významné historické a geologické lokality byly použity především prostředky z evropských dotací v rámci Programu rozvoje venkova a k realizaci přispěla též Správa CHKO Blaník. Stezka byla slavnostně otevřena 13. července 2013.

## Historie
V minulosti již v této lokalitě existovala starší naučná stezka, zřízená při škole v přírodě, která sídlila v objektu někdejšího hornického hotelu Dolu Roudný. Po zrušení školy v přírodě se budova hotelu s přilehlým oploceným areálem stala sídlem pobočky Integrovaného centra sociálních služeb Odlochovice, kam již veřejnost nemá přístup. Původní stezka, která na počátku 21. století postupně zanikla, byla na geologii a místní hornickou historii zaměřena jen minimálně. Naučná stezka, obnovená v letech 1997 – 1998 na místě ještě starší stezky, byla zhruba 2,5 km dlouhá a měla celkem 15 zastavení: Úvodní, Jedle, Jehličnatá monokultura, Kořenové systémy dřevin, Dobývání zlata na Podblanicku, Výslunná stráň s typickými rostlinami, Mraveniště, Stopy zvěře, Přírodní památka Roudný, Dub červený, Mokřad a rybník, Louka, Ptačí budky, Lesní hospodářství a Buk a jedle v lesních porostech.

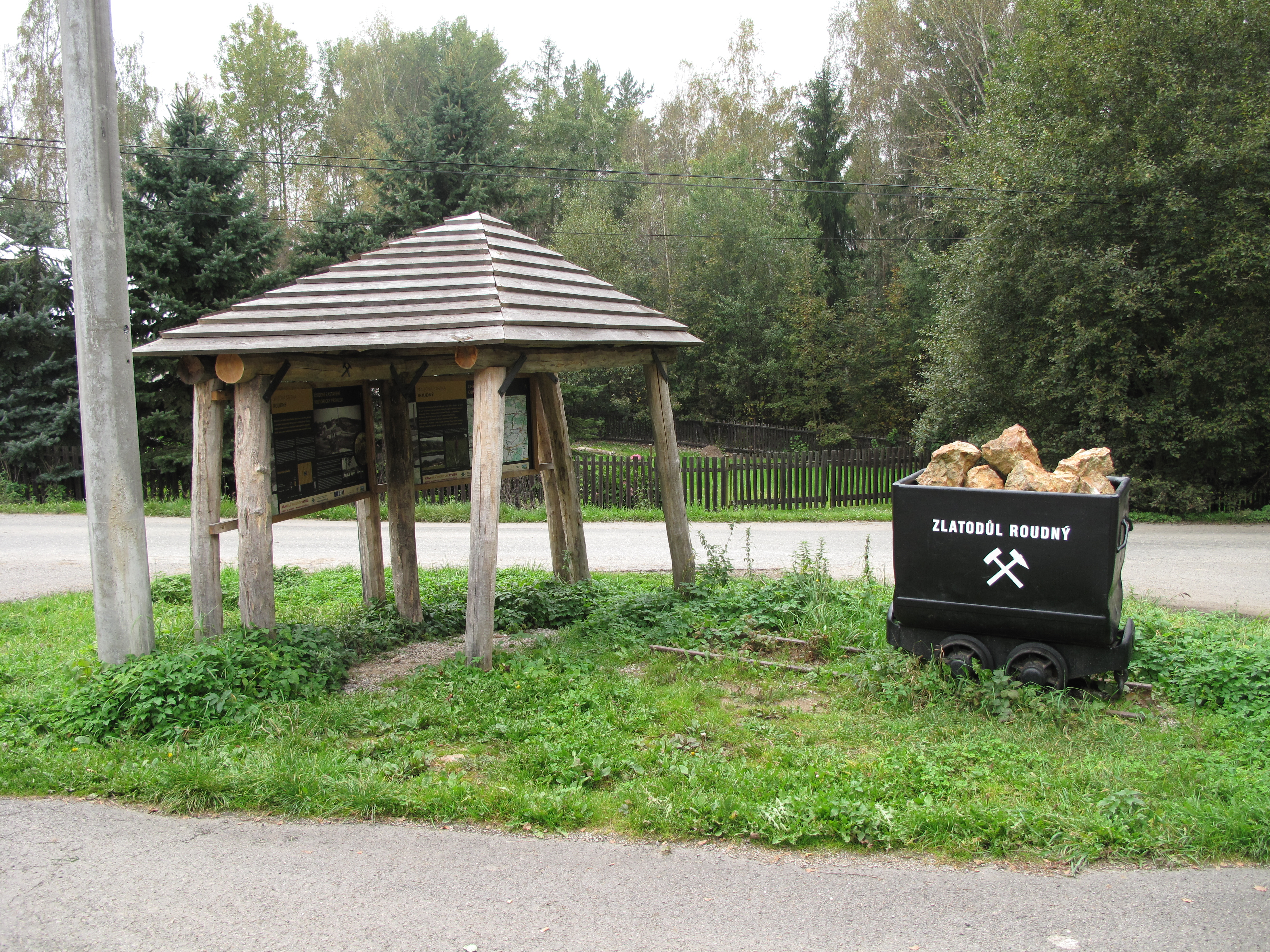
Úvodní zastavení naučné stezky

Informace o přípravě výstavby nové naučné stezky, přednostně zaměřené na historii těžby zlata v oblasti Roudného, byly zveřejněny v roce 2010. Vybudování se ujala základní organizace ČSOP ve Vlašimi. Náklady v plánované výši měly z 90% pokrýt evropské dotace z programu Leader. Do roku 2013 byly vyčištěny a upraveny cesty a zhotoveny velké informační tabule, umístěné na stojanech ve tvaru důlních výdřev.
Kromě 15 velkých zastavení bylo umístěno v terénu ještě 10 dalších stojanů s historickými fotografiemi daných míst. Uvažovalo se také o rekonstrukci bývalé báňské laboratoře a o zřízení venkovní zastřešené muzejní expozici poblíž tohoto objektu, avšak vzhledem k finanční náročnosti tato etapa výstavby naučné stezky nebyla zatím realizována. Osm z 15 zastavení je doplněno panely s informacemi a interaktivními úkoly, určenými pro dětské návštěvníky.

## Zastavení naučné stezky

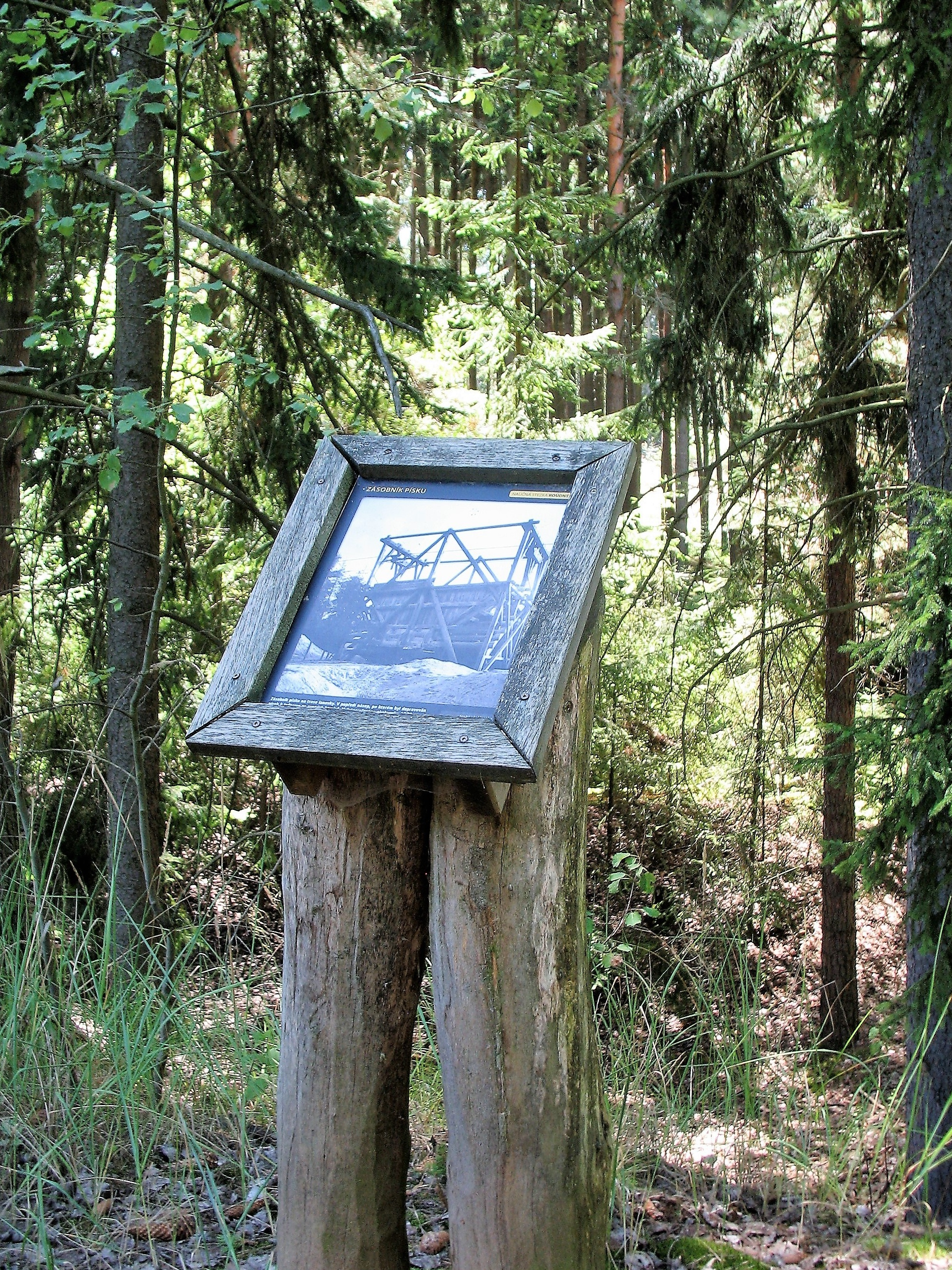
Fotografie na trase důlní lanovky, kde stával zásobník písku

Naučná stezka Zlatodůl Roudný je okružní cesta o délce 4,5 km s dvěma menšími odbočkami. Výchozí místo se nachází v centru vesničky Roudný poblíž místní autobusové zastávky. Odtud stezka vede kolem míst, kde kdysi stávaly nebo se výjimečně dosud zachovaly jednotlivé objekty Dolu Roudný a po absolvování celého okruhu se vrací přes místa se stopami nejstarší středověké těžby zpátky do výchozího bodu.
1. Úvodní zastavení. Historický přehled. Informace o CHKO Blaník
2. Šachta Aleška
3. Konečná stanice lanové dráhy
4. Západní odvaly
5. Areál závodu z let 1904 – 1930a důlní hotel
6. Louhovna
7. Kalojemy
8. Čerpací stanice a voda v dole
9. Stoupové úpravny a elektrocentrála
10. Laboratoř
11. Šachta Václav a práce pod zemí
12. Velký odval a stařiny
13. Šachta Jindřiška (Henrieta)
14. Hornická kolonie
15. V Krblinách – středověké úpravárenské haldy